# Cephalipterum drummondii
Cephalipterum es un género monotípico de plantas con flores perteneciente a la familia de las asteráceas. Su única especie es Cephalipterum drummondii, es originaria de Australia.

## Descripción
Es una esbelta hierba erecta caducifolia, que alcanza un tamaño de 0,05-0,45 m de altura. Las flores son de color blanco / crema-amarillo / rosa, floreciendo desde julio a octubre en una gran variedad de suelos de Australia Occidental.

## Taxonomía
Cephalipterum drummondii  fue descrita por Asa Gray   y publicado en Hooker's Journal of Botany and Kew Garden Miscellany 4: 272. 1852.
Sinonimia
- Cephalipterum drummondii f. major Diels nom. inval.
- Cephalipterum drummondii A.Gray f. drummondii
- Cephalipterum drummondii f. minor Diels[5]